# My Heart Is Yours

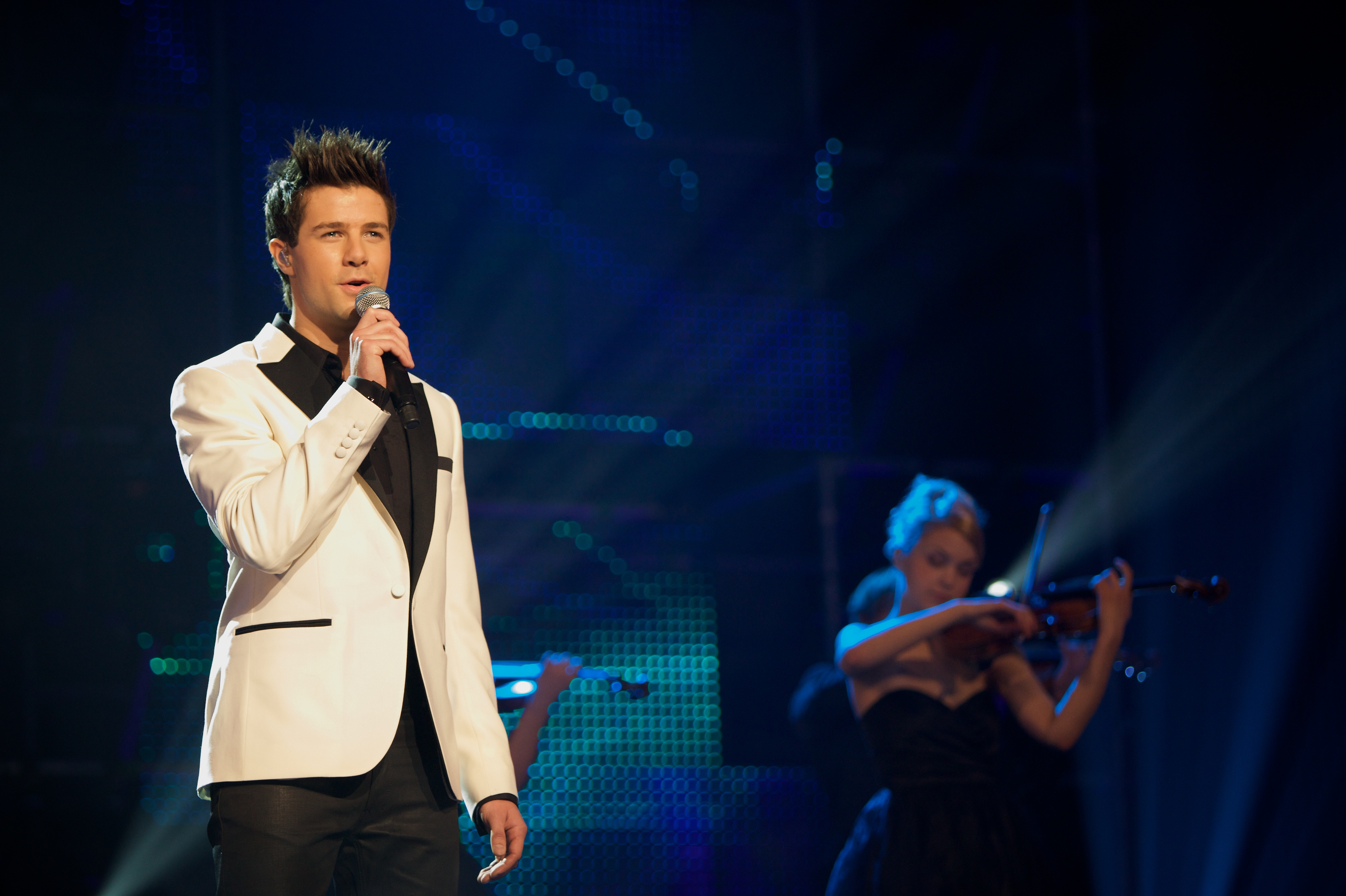
Didrik Solli-Tangen interpretând „My Heart Is Yours” în a treia semifinală Melodi Grand Prix în Skien, Norvegia.

„My Heart Is Yours” (en.: Inima mea e a ta) este o baladă pop compusă de Hanne Sørvaag și Fredrik Kempe și interpretată de Didrik Solli-Tangen. Pe 6 februarie 2010 a fost selectată ca reprezentantă a Norvegiei la Concursul Muzical Eurovision 2010. A câștigat finala națională norvegiană cu aproape de două ori mai multe voturi decât melodia clasată pe locul al doilea.

## Prestația în clasamente
| Clasament (2010)        | Poziție |
| ----------------------- | ------- |
| Norwegian Singles Chart | 2       |